# Big Floppa
Big Floppa beziehungsweise Floppa bezeichnet ein populäres Katzen-Meme, das meist den Karakal Gosha, teils aber auch andere Karakale zeigt.
Am 21. Dezember 2017 wurde Gosha in Kiew in einer auf Wildkatzen spezialisierten Zucht geboren. Im April 2018 kam Gosha nach Moskau, nachdem er von Andrei und Jelena Bondarew gekauft worden war. Die Familie hat zudem eine Hauskatze namens Zhora. Matvei, die zweite Hauskatze der Familie, welche neben Gosha und Zhora in den sozialen Medien bekannt war, verstarb 2022.
Karakale sind in Anhang B, Exemplare aus der asiatischen Population sind im Anhang A der EU-Artenschutzverordnung (VO (EG) Nr. 338/97) gelistet, so dass in der Europäischen Union Einfuhr und Vermarktung, also auch Kauf- oder Verkaufsangebote von lebenden Tieren oder Tierteilen (Felle, Präparate) sowie das Zurschaustellen zu kommerziellen Zwecken grundsätzlich verboten sind.

## Geschichte
Goshas Besitzerin Jelena Bondarew erstellte einen Instagram-Account für Gosha und hat mehrere Fotos der Wildkatze gepostet. Am 24. Dezember 2019 veröffentlichte Andrei Bondarew ein Foto auf Instagram, auf dem Gosha zusammen mit Matvei auf einer Fensterbank liegt. Dieses Bild wurde die Grundlage für die verschiedenen Big-Floppa-Memes. Eines der bekanntesten ist der „Floppa Friday“ (zu deutsch: Floppa-Freitag), bei dem sich Fans an jedem fünften Freitag des Jahres Memes zu Ehren Goshas schicken.

### Namensgebung
Ende Dezember 2019 nannten ironische Instagram-Accounts den Karakal sahnr beziehungsweise big sahnr. Im Januar nannte ein Instagram-Nutzer Gosha erstmals Big Floppa, im Februar veröffentlichte ein Nutzer ein Bild, in dem er mit digital entfernten Ohren dargestellt ist, zusammen mit der Überschrift Flop Exclusive.

### Verbreitung des Memes im Internet
Im Mai 2020 erschienen Big-Floppa-Memes auch auf Twitter und Reddit. Im Sommer 2020 gewann das Meme in russischen Internet-Communitys an Beliebtheit, wo Gosha als Большой Шлёпа (Bolschoi Schljopa) bekannt ist. Später verbreitete sich das Meme schnell auch in englischsprachigen Internet-Gemeinschaften.
Am 9. Juni 2021 interviewte die Korrespondentin des Fernsehsenders „Doschd“ Maria Borsunowa die „große russische Katze“: Darin sprachen seine Besitzer über die Geschichte des Karakals und seine Popularität. Am 12. Oktober wurde ein ähnliches Interview von Journalisten des russischen Fernsehsenders „360°“ geführt.

## Kritik
Auf den Social-Media-Kanälen der Familie häufen sich kritische Kommentare bezüglich der Haltung Goshas als domestiziertes Haustier. Einige Nutzer werfen der Familie vor, dass Gosha „ein wildes Tier“ sei, demnach in die Wildnis gehöre und nicht als Haustier gehalten werden solle. Des Weiteren sei er stark übergewichtig. 